# Niamey III
Niamey III est un arrondissement communal de la ville de Niamey, capitale du Niger. 

## Géographie
L'arrondissement de Niamey III s'étend en rive gauche du Niger.

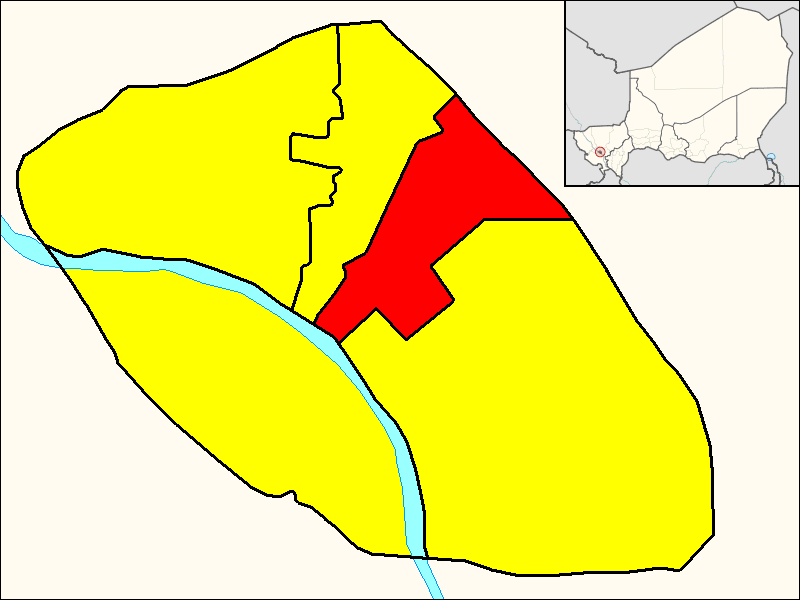
Arrondissement de Niamey III en rouge

| Karma     | Hamdallaye |           |
| Niamey II | Niamey III | Liboré    |
|           | Niamey V   | Niamey IV |

## Histoire
La commune urbaine de Niamey III est instaurée en 2002, érigée en arrondissement communal en 2010. 

## Population
Lors du recensement général de 2012, la population communale est relevée à 163 175 habitants. L'accroissement annuel de la population est négatif à -0,65 % pendant la période 2001-2012.

## Administrations et institutions
- Assemblée nationale
- Maison d'Arrêt de Niamey, Rue de la Libye

## Quartiers et villages
L'arrondissement s'étend sur 18 localités en zones urbaine et rurale.

### Quartiers
En zone urbaine, l'arrondissement compte 17 quartiers :
- Abidjan
- Bandabari
- Banifandou II
- Banizoumbou
- Boukoki IV
- Cité Caisse
- Cité Fayçal
- Collège Mariama
- Couronne Nord
- Kalley Centre
- Kalley Est
- Kalley Sud
- Lacouroussou
- Madina
- Nouveau Marché
- Poudrière
- Terminus

### Villages
En zone rurale, l'arrondissement compte un village :
- Kongou Gorou

## Services et infrastructures

### Enseignement
- Faculté des sciences économiques et juridiques (FSEJ)

### Santé
- Hôpital régional Poudrière, avenue du Canada
- Centre de santé intégré (CSI) de Boukoki 4[5].

### Sports
- Stade municipal, Kalley Centre
- Terrain Camp Bagagi

## Cultes
- Mosquées : Grande Mosquée de Niamey, Cheick Imam Ibn Hambali, Ali Mossi, Rue NB 107,
- Église chrétienne Rachetée de Dieu

## Économie
- Grand marché de Niamey, boulevard de la Liberté
- Marché de Kalley Plateau